# Johimbina
Johimbina – organiczny związek chemiczny, alkaloid uzyskiwany z kory drzewa z gatunku johimba lekarska (Pausinystalia johimbe) występującego w Afryce na obszarze od Kamerunu do Konga, a także z azjatyckiego krzewu rauwolfia żmijowa. Jest związkiem wielopierścieniowym zawierającym w swej strukturze motyw tryptaminy. Handlowo dostępna w postaci chlorowodorku.
Jest antagonistą receptorów alfa2. Wykorzystywana jest jako afrodyzjak. Krople z tym alkaloidem zażywane na kilkanaście minut przed stosunkiem, powodują zwiększony dopływ krwi do narządów płciowych.